# Sin Tong-hjok
Sin Tong-hjok (* 19. listopadu 1982 tábor č. 14 v Kečchonu) je severokorejský uprchlík a patrně jediný člověk, který se narodil v severokorejském pracovním táboře a podařilo se mu uprchnout. O své anabázi napsal knihu Útěk z Tábora č. 14. Narodil se vězňům, kteří získali tzv. „manželství za odměnu“ za přesně vymezených podmínek. Z tábora se mu podařilo utéct dne 2. ledna 2005.